# Petr Figulus Jablonský
Petr Figulus Jablonský (1619 Jablonné nad Orlicí – 12. ledna 1670 Klaipėda) byl spolupracovníkem a zetěm Jana Amose Komenského, který ho vychoval ve vlastní rodině. Působil jako diplomat, kněz a později biskup ve službách staré Jednoty bratrské.
Ve vlasti se Petrovu otci přezdívalo Hrnčíř a termín Figulus je latinským překladem tohoto slova. Přízvisko Jablonský ke jménu svého předka připojili až Petrovi potomci, kteří nechtěli, aby se zapomnělo, odkud jejich rod pochází. Portrét Petra Figula Jablonského se nedochoval.

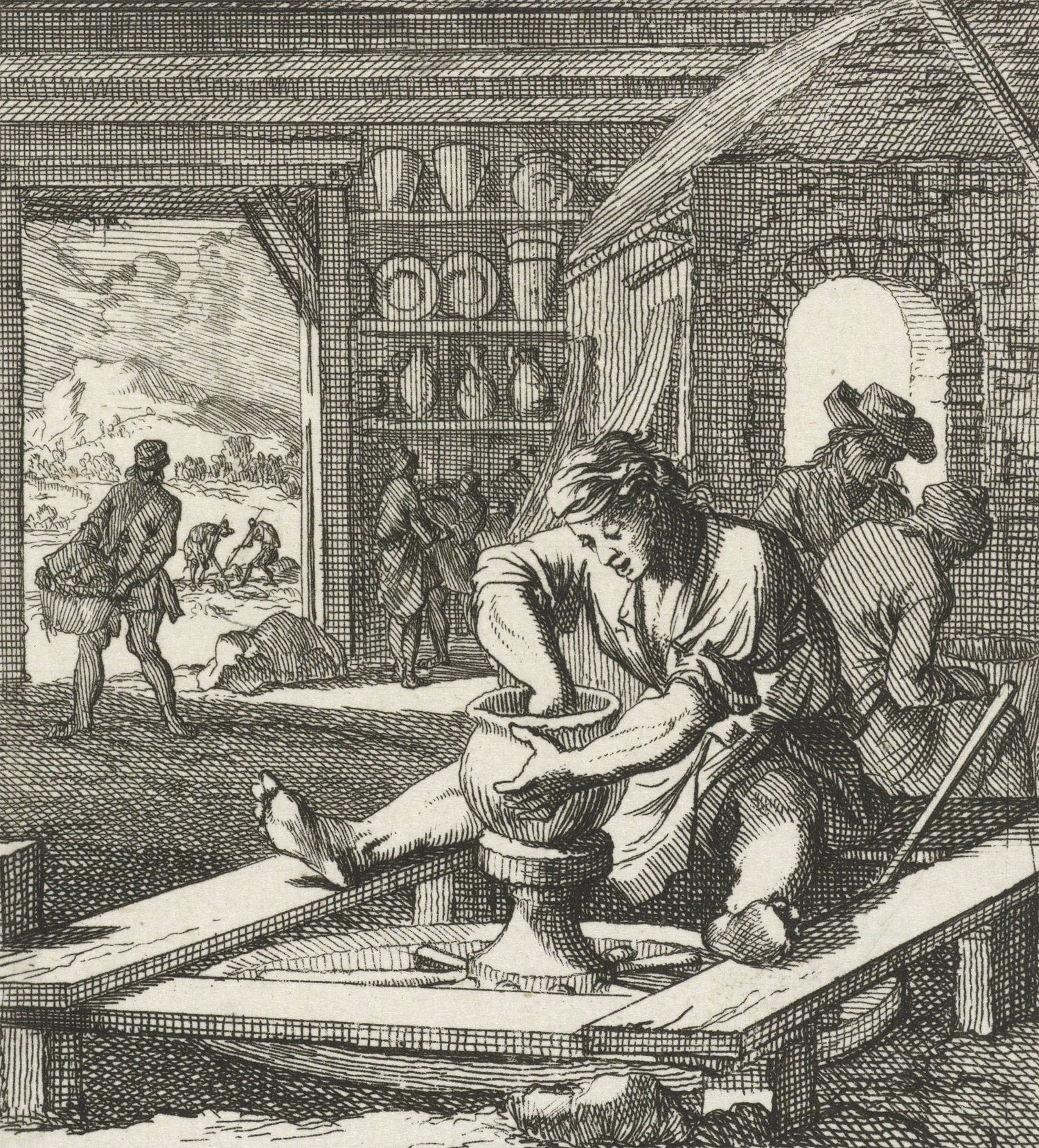
Označení Figulus je latinským překladem slova hrnčíř.

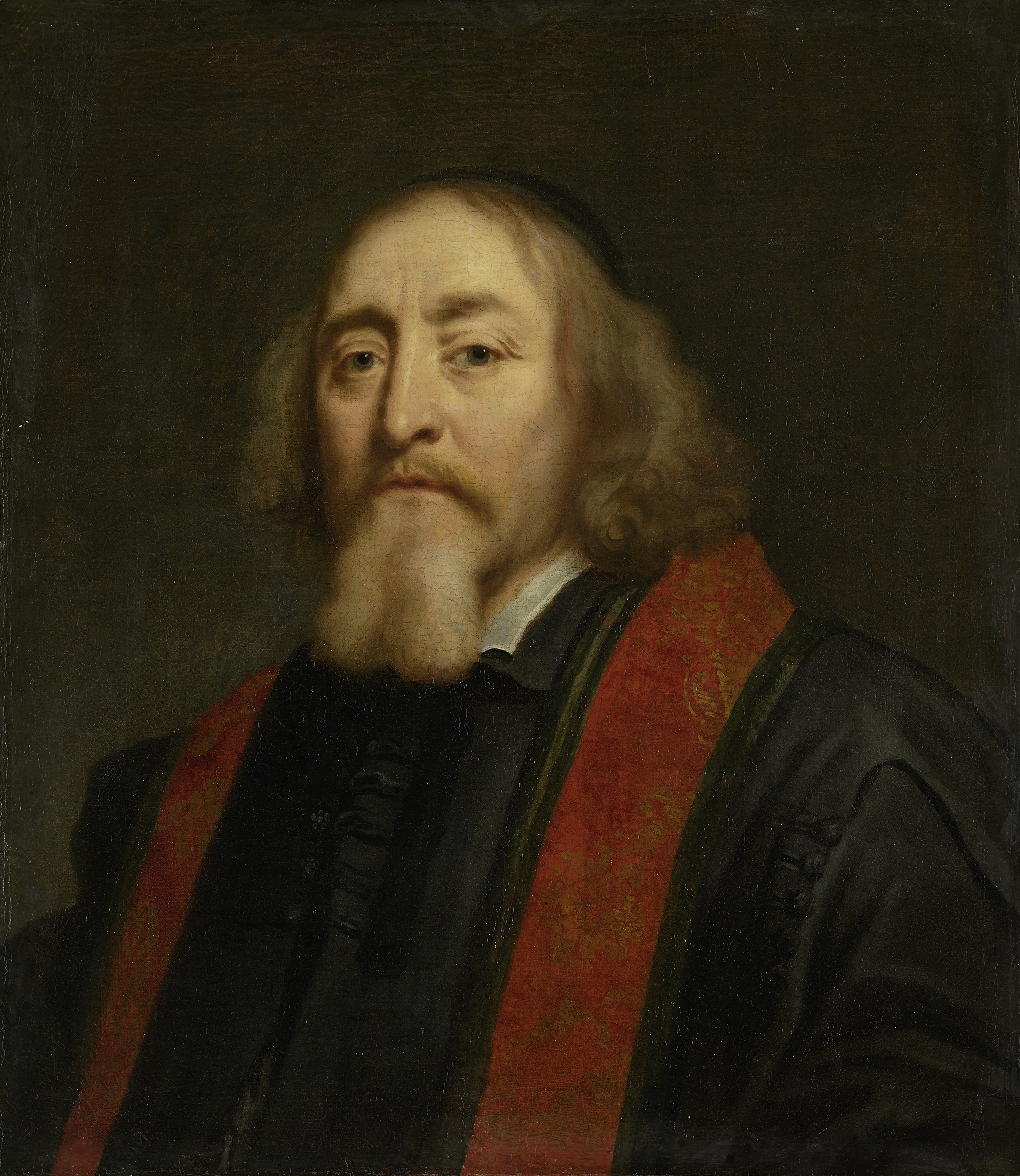
Petr Figulus Jablonský byl spolupracovníkem a zetěm Jana Amose Komenského.

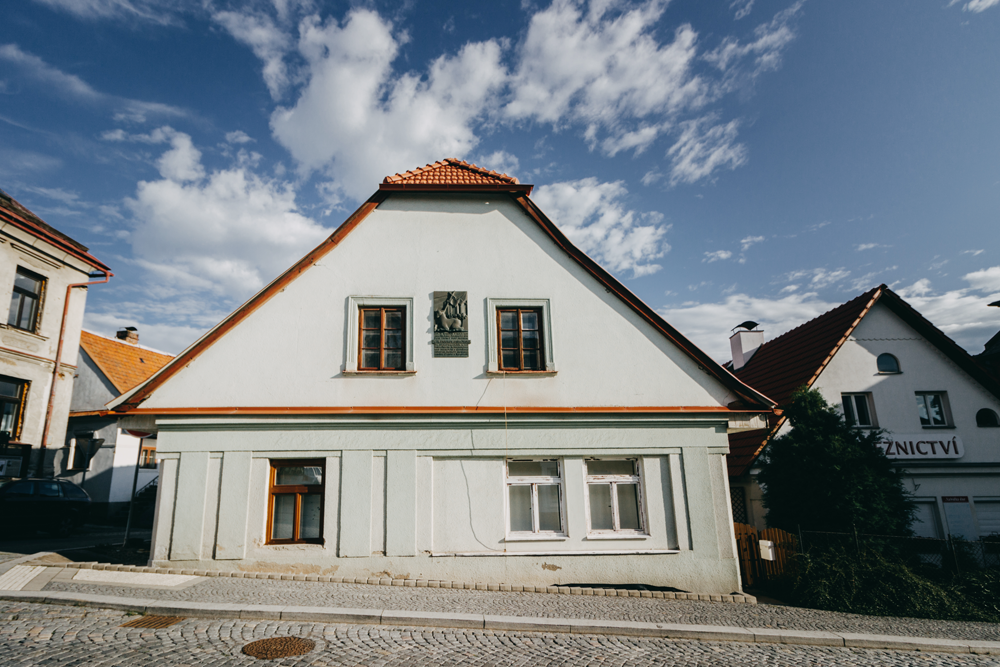
Rodný dům Petra Figula Jablonského ve Slezské ulici čp. 40 v Jablonném nad Orlicí

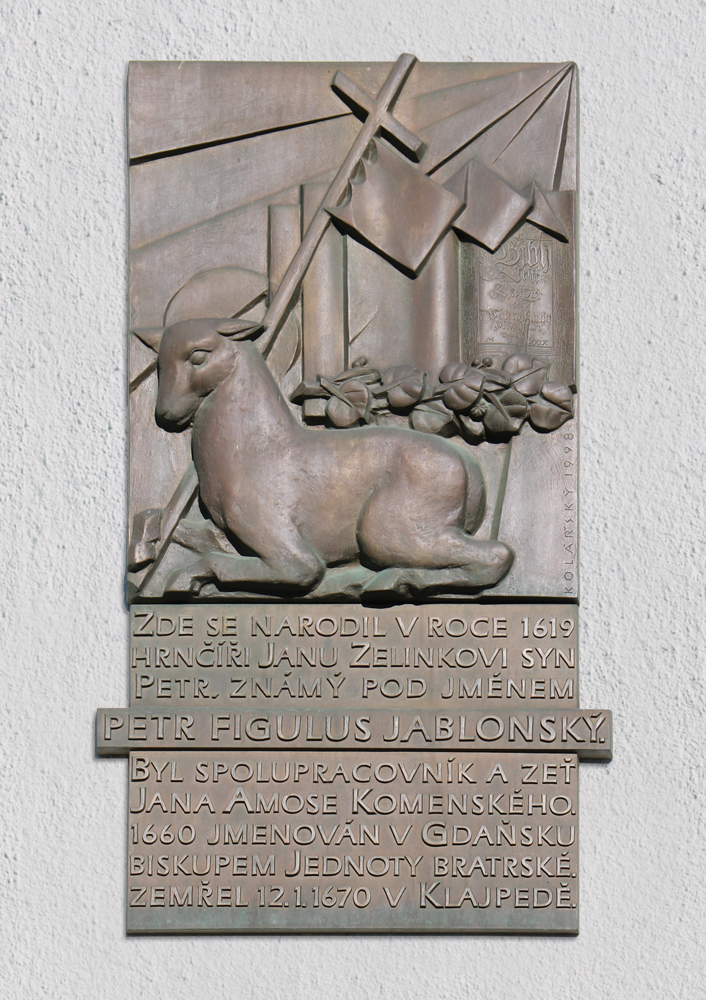
Pamětní deska na štítu domu od akad. sochaře Zdeňka Kolářského

## Život

### Před odchodem do exilu
Petr Figulus Jablonský se narodil v roce 1619 manželům Dorotě († po 1647) a Janovi Zelinkovým v Jablonném nad Orlicí. Přišel na svět v období českého stavovského povstání, což zásadně ovlivnilo celý jeho další život. V důsledku pobělohorských událostí se manželé Zelinkovi rozhodli své rodné město opustit. Z Jablonného nad Orlicí odešli v roce 1623, když byly malému Petrovi čtyři roky. Pravděpodobně utekli do nedalekého Brandýsa nad Orlicí, nad kterým držel ochrannou ruku Karel starší ze Žerotína. Odborníci odhadují, že se na místním panství ilegálně ukrývalo 24 bratrských kněží. Jedním z nich byl i Jan Amos Komenský, se kterým se zde Zelinkovi patrně seznámili. Nejpozději po vydání Obnoveného zřízení zemského odešli do exilu v polském městě Lešně.

### Výchova u Komenských v Lešně
V Lešně se o výchovu Petra Figula staral Jan Amos Komenský. Jako nejrozšířenější se ujalo tvrzení, že Petr vyrůstal v rodině Komenských od té doby, co jako malý osiřel. Petr Figulus však o svého otce přišel nejdříve ve věku 14 let a maminku měl prokazatelně naživu ještě ve 28 letech. Pravděpodobnější vysvětlení lze nalézt spíše v praxi staré Jednoty bratrské, kde bylo běžné, že chlapci se připravovali pro kněžskou službu už od dětství. Malý Petr tedy vyrůstal pod vedením Jana Amose Komenského, který ho formou domácí výuky a vlastním příkladem vzdělával a připravoval na budoucí povolání.

### Studia
Petr Figulus Jablonský navštěvoval bratrské gymnázium v Lešně, kde jako pedagog a později jako rektor působil Jan Amos Komenský. Díky souběžně vykonávanému zaměstnání u Johna Duryho (1595–1680) a následně i finanční podpoře Ludvíka de Geer (1587–1652) mohl Petr Figulus pokračovat ve studiu teologie. V letech 1634 až 1646 navštěvoval univerzity v Cambridgi, Leidenu, Groningenu, Saumuru a Paříži. Odmala se u Petra Figula projevovalo jazykové nadání. V roce 1661 ho Jan Amos Komenský charakterizoval jako „pohotového stylistu, i v několika rozličných jazycích“. Ovládal češtinu, latinu, francouzštinu, angličtinu, polštinu, němčinu, švédštinu a nizozemštinu. Když bylo potřeba, tlumočil myšlenky Jana Amose Komenského do francouzštiny a angličtiny.

### Spolupráce s Janem Amosem Komenským
Po návratu ze studií se Petr Figulus usadil v pruském městě Elbingu. Zde se připojil k již existující skupině svých kolegů, kteří pomáhali Janu Amosi Komenskému realizovat učebnice pro švédské školy. Podílel se také na vydávání dalších publikací i na encyklopedické snaze Jana Amose Komenského obsáhnout celé lidské vědění. Úspěšně navázal na praxi tajemníka ve službách Johna Duryho – opisoval texty a vedl korespondenci s mnohdy rozladěnými mecenáši a státníky. Někdy s Komenským odcestoval jako doprovod na diplomatické návštěvy, jindy ho Komenský posílal namísto sebe.

### Sňatek s Alžbětou Komenskou
Dne 19. října 1649 se Petr Figulus Jablonský oženil s Alžbětou Komenskou (1629 – po roce 1670), která byla o deset let mladší. Jan Amos Komenský jim jako svatební dar věnoval vzácný platinový prsten, který dědí jejich potomci z generace na generaci dodnes. Manželství Petra a Alžběty trvalo přes dvacet let a narodilo se jim pět dětí.

### Diplomatické snahy
Jan Amos Komenský a Petr Figulus Jablonský udržovali diplomatické vztahy zejména s anglickými, nizozemskými a švédskými politiky, protože jejich státy patřily mezi nepřátele habsburské monarchie. Snažili se získat politickou podporu pro český exil a pokusit se zvrátit vývoj událostí v českých zemích po bitvě na Bílé hoře. Petr Figulus Jablonský procestoval velkou část protestantské Evropy už během studijních let a setkal se s vlivnými osobnostmi tehdejší politické scény. Později mohl na tyto kontakty úspěšně navázat. Působil na dvorech v Londýně, Haagu, Amsterdamu, Hamburku, Berlíně, Stockholmu nebo Sárospataku. Jednal například s Axelem Oxenstiernou, Ludvíkem de Geer, Kristýnou Švédskou, Alžbětou Stuartovnou, Henriettou Marií Falckou, Oliverem Cromwellem nebo Hugo Grotiem. Podepsání Vestfálského míru znamenalo ztroskotání exulantských diplomatických snah a rozplynutí šancí na návrat do vlasti. Petr Figulus však nadále podporoval protestantské zájmy a působil jako „mezinárodní agent a politický informátor“. Byl zapojen do rozsáhlé sítě dopisovatelů, která zprostředkovávala spolehlivé informace Samueli Hartlibovi.

### Duchovenská služba v Jednotě bratrské
Petr Figulus Jablonský byl vysvěcen na kněze 30. září 1649. Kázal v Lešně a snažil se pomoci s výstavbou nové církevní budovy ve městě Skoki. V letech 1654 až 1657 působil jako dvorní kazatel vévodkyně Sibylly Margarety z Dӧnhoffu (1620–1657). Po její smrti přijal nabídku Gerharda Proena a stal se kazatelem v obci Nassenhuben. Vypomáhal i v nedalekém Gdaňsku, kde dva místní kněží zemřeli na mor. Byl zvyklý kázat česky, polsky a německy. V roce 1658 však musel z Nassenhuben na dva roky utéct, protože zde zavládly pogromistické nálady. Jeho sbor byl zničen a i s kostelem vypálen. Dne 5. listopadu 1662 byl Petr Figulus zvolen a vysvěcen jako poslední biskup české větve staré Jednoty bratrské a stal se tak nástupcem Jana Amose Komenského v církevním úřadě. V roce 1666 přesídlil na přání knížete Bohuslava Radziwiłła (1620–1669) do východopruské Klaipėdy, kde působil tři roky. Po smrti svého patrona se však nachladil a 12. ledna 1670 náhle zemřel. Jan Amos Komenský svého „syna“ přežil o deset měsíců. Smrtí Petra Figula se mu vrátilo nejen břímě starostí o Jednotu bratrskou, ale i o ovdovělou Alžbětu a pět nedospělých vnoučat.

## Potomci

### Přímí potomci
- Jan Theodor Figulus (1654–1731) – spisovatel, právník, první sekretář Akademie věd v Berlíně
- Samuel Amos Figulus (* asi 1656) – potomci z jeho rodové linie dodnes vlastní prsten Jana Amose Komenského
- Daniel Arnošt Jablonský (1660–1741) – doktor teologie na Oxfordské univerzitě, dvorní kazatel Fridricha I. Pruského, spoluzakladatel a po roce 1733 prezident Akademie věd v Berlíně, spoluzakladatel obnovené Jednoty bratrské
- Marie Alžběta (1665 – po 1696)
- Petr Figulus (1667 – po 1696)

### Další potomci
Potomci Petra Figula Jablonského jsou roztroušeni po celém světě, zejména v Německu a USA. Je zajímavé, že často působili jako kazatelé a měli nadání pro vědeckou i pedagogickou práci. Jelikož rod pokračoval nezřídka po přeslici, jsou jejich příjmení různá: Figulus, Fischer, Jablonski, Jäschke, Kallik, Lange, Schmidmayer, Wollenhaupt a Zahn.
- Jiří Viktor Figulus (1858–1927) – šestá generace potomků Petra Figula, energický muž s dobrodružnou povahou, v roce 1922 přesídlil i s dcerou Gertou do Československa
- Gerta Kalliková-Figulová (1912–1984) – sedmá generace potomků Petra Figula, život strávila v Československu, Jihoafrické republice, Kanadě a Kalifornii
- Jan Ferdinand Kallik (* 1939) – osmá generace potomků Petra Figula, žije v USA

## Citáty
Od Jednoho, skrze Jednoho, k Jednomu Všichni, Všechno, Vesměs, nechceme‑li zahynouti a rozplynouti se na věky.
Toto k častému vzpomínání, abys žil dobře pamětliv, kam má směřovati Tvůj život a všecky Tvé skutky, Tobě, Petře Figule, kterého jsem již jako chlapce pro zbožnost Tvého otce a pro naději v Tvou budoucí zbožnost miloval a měl jako syna, vpisuji v Londýně jsa hostem. 
Jan Amos Komenský, záznam v památníku Petra Figula Jablonského z roku 1641
Nanejvýš učenému a přátelskému mladíkovi Petru Figulovi z Čech, který odešel z vlasti a kvůli neobyčejnému nadání se vzdal své velké touhy. V nadšení z upřímného pouta
Pierre Gassendi, záznam v památníku Petra Figula Jablonského z roku 1645
Před několika dny jsem se vrátil z cesty, na niž jsem se vydal na začátku tohoto roku. Velmi jsem pospíchal, abych byl brzy u pana Komenského, nicméně jsem pozdravil pány Seniory naší církve a podal jsem jim zprávu o svém konání, putování a studiích … Jejich záměrem bylo pověřit mě péčí o věci církevní v Polsku a Němcích a dát mi příležitost pocvičit se co nejčastěji v češtině pro potřebu naší vlasti, neboť máme velkou naději, dá‑li milosrdný Bůh, přivést tam zakrátko naše vyhnance a zavést tam ryzí, neposkvrněnou bohoslužbu. Jestli tomu tak bude, vinice Páně bude velmi potřebovat dělníky.
Petr Figulus Jablonský, dopis Petra Figula adresovaný Ludvíkovi de Geer z roku 1646